# Lobothallia
Lobothallia (Clauzade & Cl. Roux) Hafellner (łatownica) – rodzaj grzybów z rodziny Megasporaceae. Ze względu na współżycie z glonami zaliczany jest do grupy porostów.

## Systematyka i nazewnictwo
Pozycja w klasyfikacji według Index Fungorum: Megasporaceae, Pertusariales, Ostropomycetidae, Lecanoromycetes, Pezizomycotina, Ascomycota, Fungi.
Takson ten utworzyli F.J.G. Clauzade i Claude Roux w 1984 r. jako podrodzaj Aspicilia subgen. Lobothallia. Do rangi odrębnego rodzaju podniósł go Josef Hafellner w 1991 r.
Synonimy nazwy naukowej: Aspicilia subgen. Lobothallia Clauzade & Cl. Roux, Protoplacodium Motyka.
Nazwa polska według W. Fałtynowicza.

## Gatunki
- Lobothallia alphoplaca (Wahlenb.) Hafellner 1991 – łatownica alpejska
- Lobothallia cernohorskyana (Clauzade & Vězda) A. Nordin, Cl. Roux & Sohrabi 2012[4]
- Lobothallia chadefaudiana (Cl. Roux) A. Nordin, Cl. Roux & Sohrabi 2012[4]
- Lobothallia cheresina (Müll. Arg.) A. Nordin, Cl. Roux & Sohrabi 2012[4]
- Lobothallia crassimarginata X.R. Kou & Q. Ren 2013[4]
- Lobothallia farinosa (Flörke) A. Nordin, Savić & Tibell 2010[4]
- Lobothallia helanensis X.R. Kou & Q. Ren 2013[4]
- Lobothallia praeradiosa (Nyl.) Hafellner 1991
- Lobothallia pruinosa X.R. Kou & Q. Ren 2013
- Lobothallia recedens (Taylor) A. Nordin, Savić & Tibell 2010

Nazwy naukowe na podstawie Index Fungorum. Nazwy polskie według checklist W. Fałtynowicza.